# Kaplířové ze Sulevic
Kaplířové ze Sulevic (Kaplirz de Sulewicz, nebo též Cappleri de Sulewicz) byli starý český vladycký rod. Svůj přídomek odvozovali od vsi Sulejovice u Lovosic.

## Historie

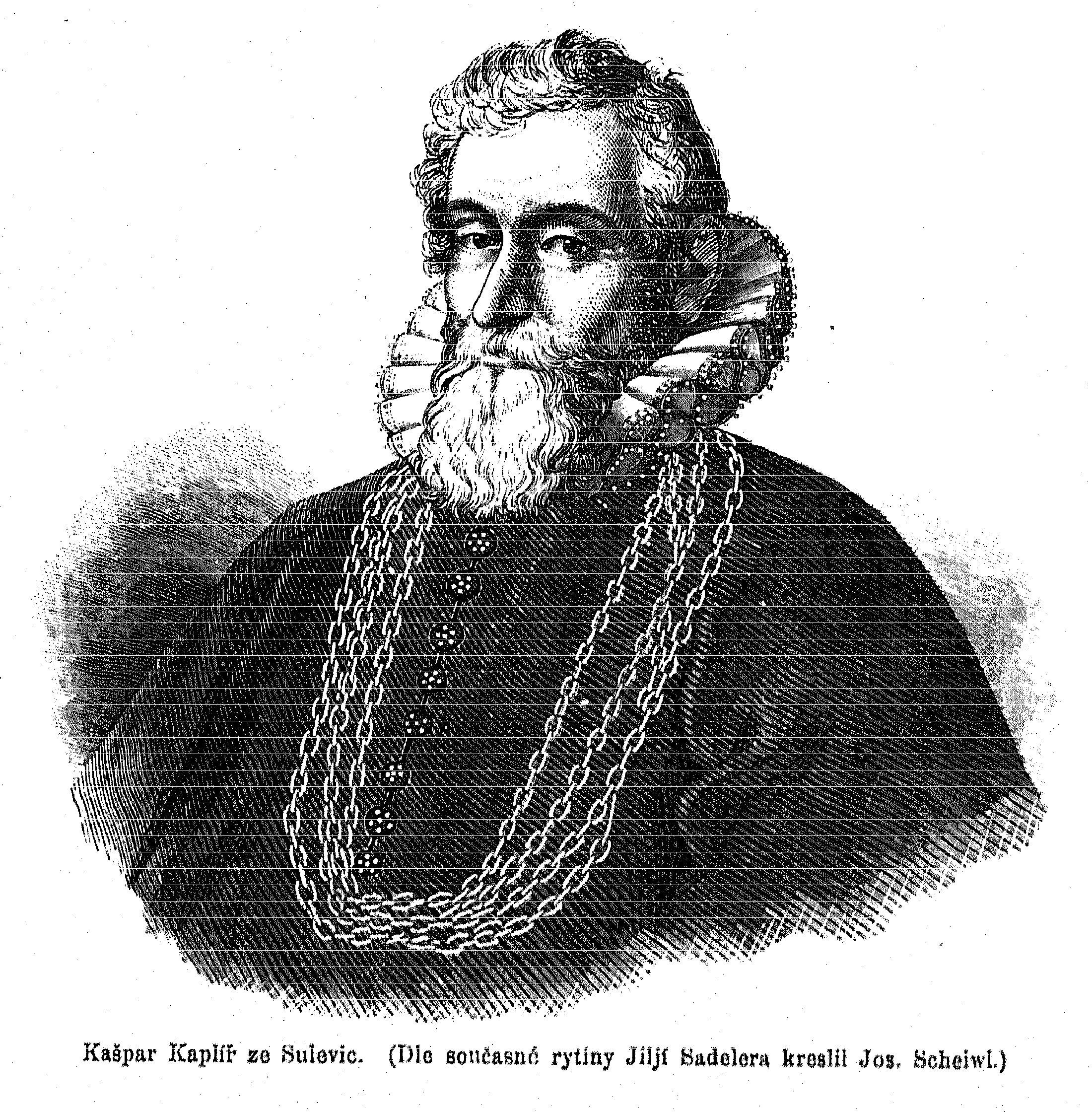
Kašpar Kaplíř ze Sulevic

V historických pramenech se jméno rodiny objevuje ve tvarech Kapléřové ze Sulevic, Kaplirz de Sulewicz, Cap(p)ler(i) de Sulewicz či Kappler von Sulewicz apod.).
V letech 1206–1217 je uváděn Bernard Kaplíř ze Sulevic (též Burchard nebo Buchard) jako 11. probošt litoměřické kapituly sv. Štěpána a v letech 1236–1240 působil dokonce jako pražský biskup.
V první polovině 14. století se uvádí jako první předek rodu Pešek Kaplíř ze Sulevic. O několik let později se jeho rod rozdělil na několik větví. Objevil se například Kunat Kaplíř ze Sulevic (Kunadus Kapler de Sulewic), Petrman z Milešova či Petr Kaplíř ze Sulevic (v letech 1392–1393 rektor právnické univerzity v Praze, též probošt u kostela sv. Kříže ve Vratislavi). Hlavní větev založili bratři Hanuš a Bušek, k této větvi přibylo později dalších šest linií. V jejich držení byl majetek převážně na Lovosicku a Litoměřicku (např. Libochovany, Milešov, Nedvědíč, Újezd pod Ostrým, Solany, Skalku, Tuchořice či Netluky).  Po jistou dobu měli v držení i Zvíkov, který později vyměnili za Zbiroh.

### Vimperská větev rodu
Jedna z větví více než sto let vlastnila Vimperk. Prvním držitelem Vimperka, který pocházel z tohoto rodu, byl Hanuš Kaplíř ze Sulevic († asi 1413), který je jako vlastník Vimperka doložen v roce 1395. Po něm Vimperk drželi jeho synovci Jan a Petr. Petr působil též v Uhrách (za krále Zikmunda), kde dělal hejtmana bratislavského hradu. Dalšími známými držiteli  Vimperku z rodu Kaplířů ze Sulevic byli Kunát (někdy také nazývaný Konrád) a jeho mladší bratr Čáslav. Čáslavův syn Mikuláš Kaplíř ze Sulevic několikrát se svými ozbrojenci přepadl zboží pasovských biskupů v Bavorsku. V roce 1467 se stal držitelem Vimperka Mikulášův mladší bratr Petr Kaplíř ze Sulevic († mezi léty 1497–1499).

### Třebívlická větev rodu
Mezi nejznámější příslušníky rodu patří členové poslední třebívlické větve:
- Kašpar Kaplíř ze Sulevic (asi 1541–1621) působil jako purkrabí na Karlštejně a císařský rada. Měl značnou autoritu i u českých stavů. Jako jeden z direktorů stavovského povstání popraven na Staroměstském náměstí v Praze. Pouze rozsudek mu byl „zmírněn“ – po stětí nebyl rozčtvrcen. Jeho vnuk Oldřich odešel kvůli své víře do ciziny; roku 1653 v chudobě ve Švédsku zemřel.
- Druhý Kašparův vnuk Kašpar Zdeněk se stal císařským důstojníkem, kvůli čemuž musel přestoupit na katolické náboženství, bojoval v třicetileté válce. Byl třikrát ženat. S třetí manželkou Annou Terezií Cukrovou z Tamfeldu vyženil tvrz v Újezdu Svatého Kříže, kterou dali přestavět na zámek, a v Praze Dům U Zlatého slona na Staroměstském náměstí.[2] Jako člen dvorské válečné rady a později císařský generál byl povýšen do stavu říšských hrabat.  Proslavil se roku 1683, kdy řídil obranu Vídně obležené Turky a kterou se mu podařilo uhájit. Zemřel bez dědiců v roce 1683 nebo 1686 a zanedlouho vymřel i celý rod.

## Exil
Po porážce na Bílé hoře část rodu emigrovala, ale ne všichni se dokázali vyrovnat s exilem. Václav Kaplíř ze Sulevic po ročním pobytu v Drážďanech konvertoval v Praze ke katolické víře a dosáhl u císaře milost. V emigraci zůstala Anna Kaplířová, která si zakoupila dům v Drážďanech, a Kateřina Kaplířová, jež si rovněž v roce 1628 koupila v Drážďanech dům za 6 200 zlatých. Kateřina se v roce 1632 se omlouvala kurfiřtovi Janovi Jiřímu I. Saskému za to, že mu nemůže poskytnout půjčku, protože má velkou rodinu. V roce 1636 s ní žila dcera s dvěma dětmi, tři služky a dalších šest osob z jiné šlechtické rodiny. Kateřina zemřela v roce 1639 ve věku 64 let a pohřbena byla v drážďanském Frauenkirche.

## Erb
Kaplířové měli původně ve znaku pouze orlí křídlo, které v průběhu doby změnilo barvu na stříbrnočerveně šachované v modrém poli, k němuž (po povýšení do hraběcího stavu) připojili erb s poloviční orlicí.

## Příbuzenstvo
Spojili se s Hrzány z Harasova, kteří po vymření Kaplířů převzali jejich majetek, a s Cukry z Tamfeldu, kteří zdědili další nemovitosti,  a dále pak s Lobkovici, Kolovraty či Doupovci.